# 室町文化

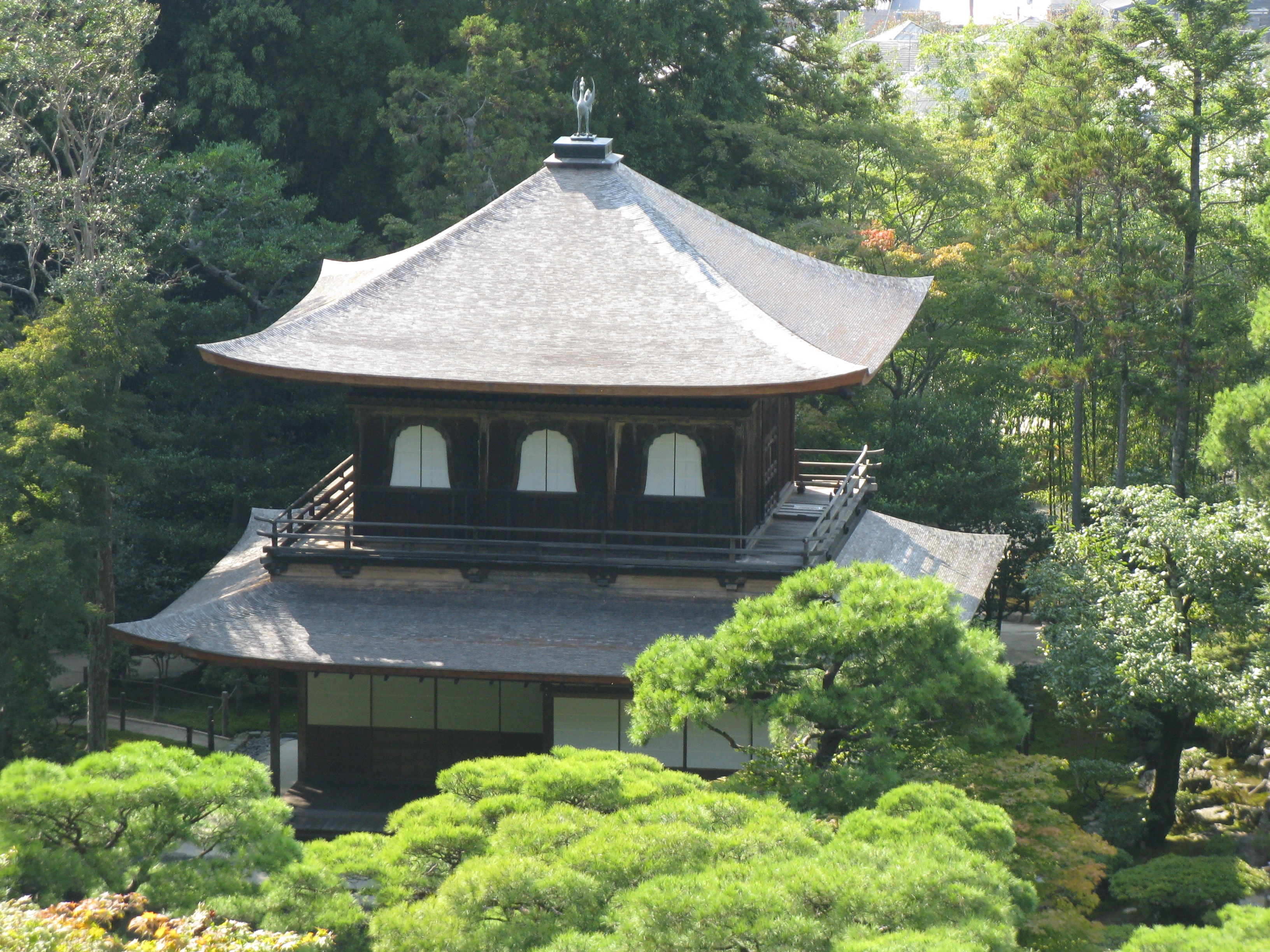
慈照寺観音殿 通称「銀閣」

室町文化（むろまちぶんか）とは足利氏によって京都に室町幕府が開かれた時代の日本の文化。南北朝文化の後、3代将軍足利義満の時代に北山文化が栄え、ついで8代将軍足利義政の時代に東山文化として成熟した。戦国時代にはさらに文化の民衆化と地方普及が進んだ。広義には、南北朝文化を含むことがある。

## 概要
武家が公家を圧倒し、政治にも大きく成長をとげていった時である。征夷大将軍足利氏を中心に有力守護をはじめとする上層武士が京都に多く居住し、伝統的な公家文化とさかんに接触し、また海外との交易によって禅宗をはじめとする大陸文化が伝えられると、武家はその影響を受けながらも、自らの力強さ、簡潔さと公家文化の伝統美を融合させ、新しい武家文化を開化させた。
一方、庶民の社会的地位が高まり、商工業の発展にともなって町衆や農民が文化の担い手として登場したことから、文化の面でも幅広い交流がすすみ、庶民性や地方的特色がいっそう強まった。庶民文芸の発展や鎌倉新仏教の地方への広まりなどはその現れである。猿楽・狂言・連歌などは都市・農村問わず愛好され、喫茶の風習も茶の湯として広がった。これらはいずれも多かれ少なかれ団欒的な、あるいは「一味同心」的な性格をもつ芸能・芸道であったが、当時の武士の日常に対応したものであり、惣における庶民の日々の生活、さらに都市民の生活にも合致したものであった。
室町文化の流れには、2つの頂点がある。14世紀末に興起した北山文化と15世紀末に興った東山文化がそれであり、武家が政治・経済のみならず文化の面でも時代を代表する存在となったことを示している。さらに、室町文化は16世紀中葉に小書院座敷を中心に発展した天文文化へと続いていった。これら都の流行の最先端の文物は戦国時代に広く地方へと普及していき、多くの小京都が生まれた。こうしてやがて、国民文化として発展していくこととなった。

## 北山文化
大陸文化と日本文化、公家文化と武家文化など諸文化の融合が大いに進展するなど活気に満ちてはいるが、一方では粗野な側面をもつ足利義満の時期の文化である。3代将軍義満は京都の北山に壮麗な山荘を造ったが、そこに建てられた金閣の建築様式が、伝統的な寝殿造風と禅宗寺院における禅宗様を折衷したものであり、時代の特徴をよくあらわしているので、この時代の文化を北山文化とよんでいる。

## 東山文化
禅の精神に基づく簡素さ、枯淡（こたん）の味わいと伝統文化における風雅、幽玄、侘（わび）を精神的基調とする足利義政の時期の文化である。北山文化で開花した室町時代の文化は、その芸術性が生活文化の中に取り込まれ、新しい独自の文化として根づいていった。8代将軍義政は、応仁の乱後、京都の東山に山荘をつくり、そこに祖父義満にならって銀閣を建てた。この時期の文化は東山山荘に象徴されるところから東山文化とよばれる。

## 戦国期の文化
応仁の乱を契機として、地域が自立性を強め、それにつれて、地方の所領からの収入が途絶えて困窮する京都の公家や僧侶のなかには、戦乱で荒廃する京都を離れ、繁栄する地方都市へ下り、その地の大名や国人に頼るものが現れた。そのなかには、関白一条教房が家領であった土佐国幡多荘（現在の高知県四万十市）に下向して、子孫が土佐一条氏として戦国大名化したという例もある。教房の父で当代随一の文化人一条兼良も奈良、つづいて美濃に下向している。一方、商工業の発展や郷村制の成立にともなって、都市の商工業者（町衆）や農民の間にも新しい文化が生まれていった。

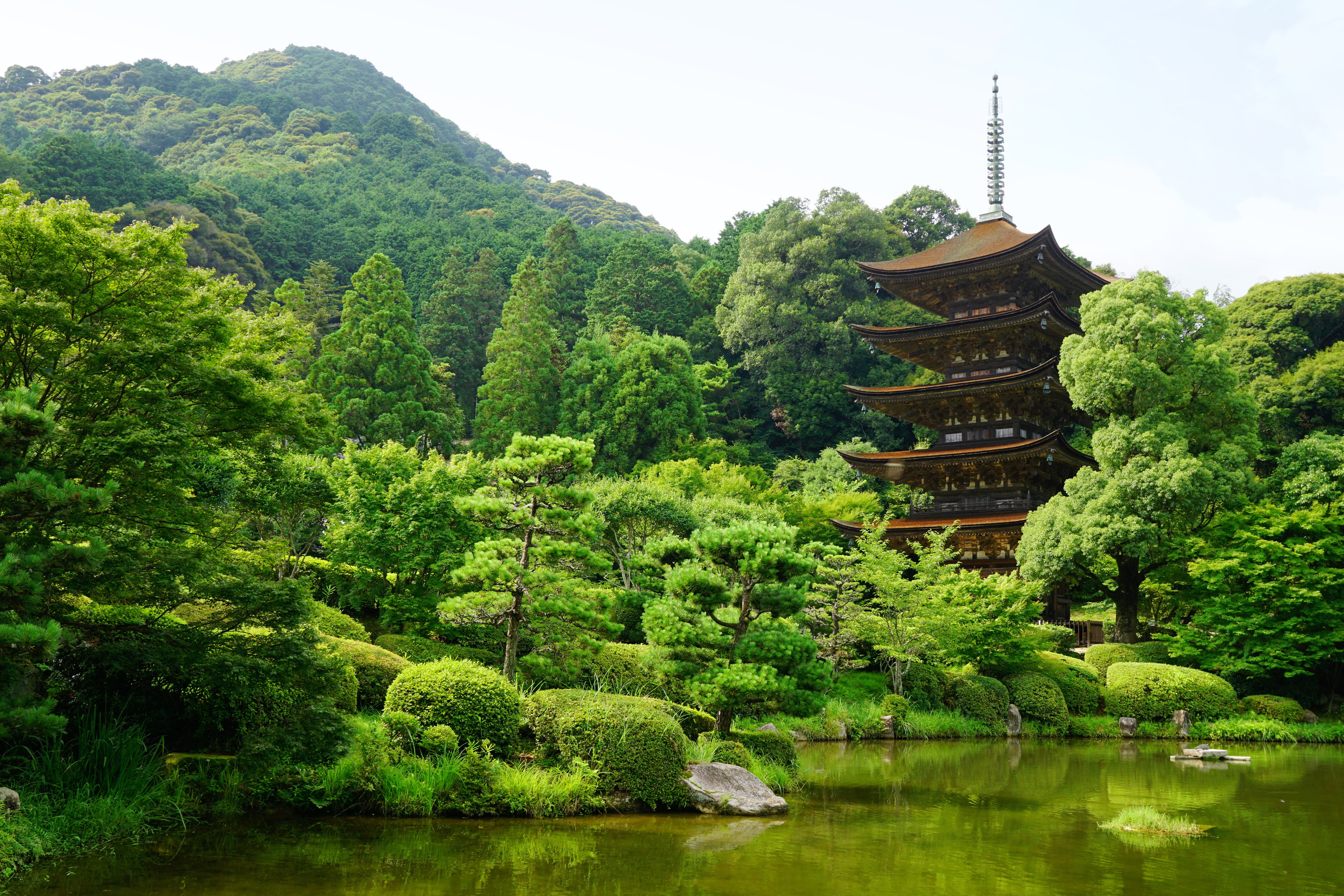
「西の京」といわれた大内氏の城下町山口の瑠璃光寺五重塔（国宝）

戦国大名のなかでとくに学芸に関心の高かったのは越前の朝倉氏、駿河の今川氏、周防の大内氏などであった。大内氏の場合は、勘合貿易による富や大陸文化の摂取もあって、城下町の山口には画僧雪舟をはじめ、多くの僧侶・学者・公家が集まり、「大内版」とよばれる出版事業もおこなわれた（大内文化）。
連歌は、武家の間でさかんにおこなわれ、宗祇のように九州から東国まで、諸国をめぐった連歌師もいたが、こうした連歌師の地方遍歴は大名・武士・庶民への文化の伝播のうえに大きな役割を果たした。
儒学も、大名たちにとって必要な学問と認識されはじめ、桂庵玄樹は明から帰国したのち、九州を巡歴して肥後の菊池氏や薩摩の島津氏に招かれて講義し、のちに薩南学派を開いた。土佐でも南村梅軒が朱子学を講じて南学の祖といわれ、北陸地方でも清原宣賢が能登の畠山氏、若狭の武田氏、越前朝倉氏などの諸大名のもとで儒学を講じている。

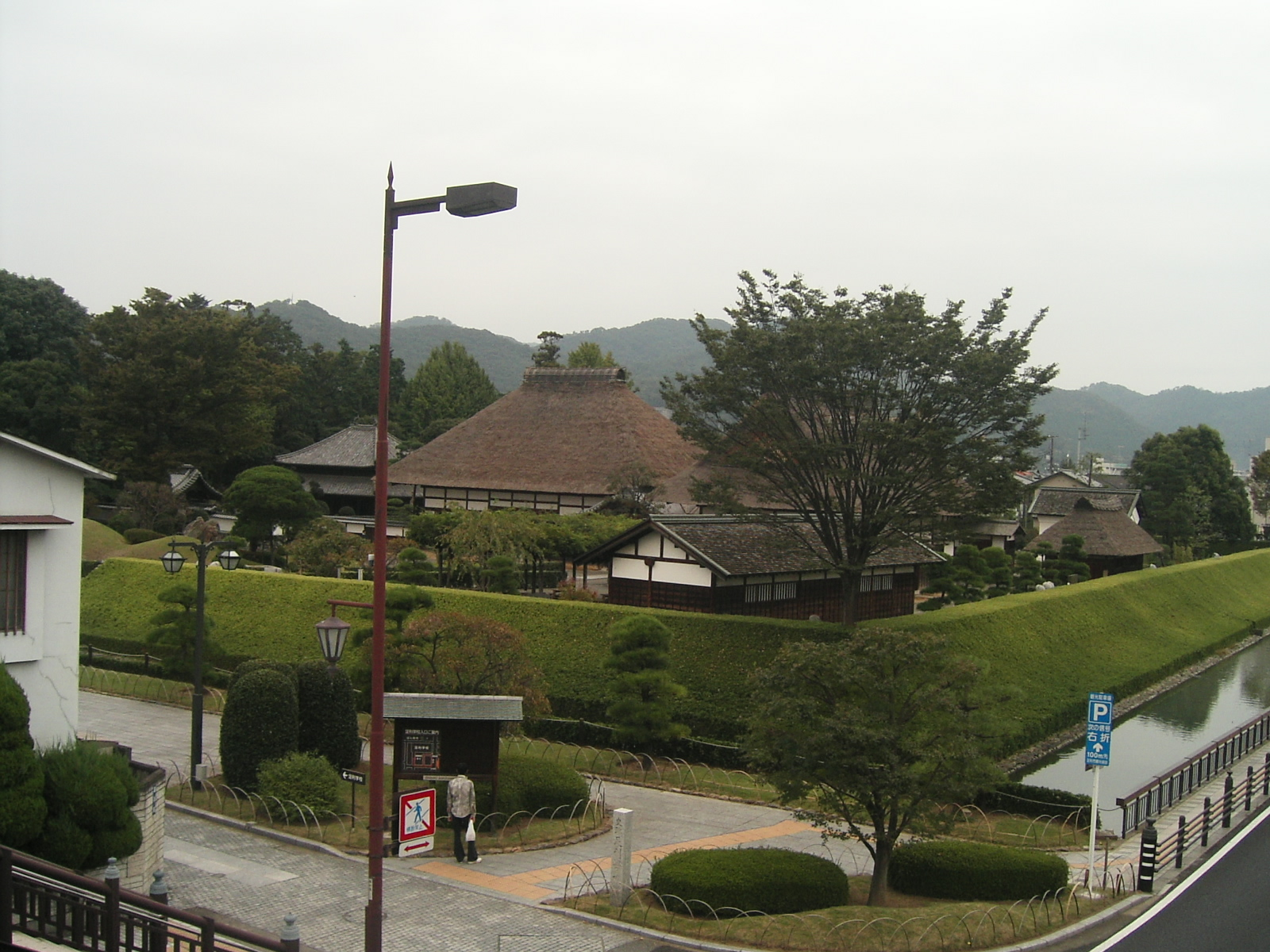
足利学校の全景

一方、東国では上杉憲実が下野国足利に足利学校の蔵書を充実させて再興し、全国の僧侶や武士が学問を学ぶために集まるようになった。足利学校に対しては、のちには小田原の後北条氏も保護を加えており、日本にキリスト教を伝えたイエズス会の宣教師、フランシスコ・ザビエルは「日本国中最も大にして最も有名な坂東のアカデミー（坂東の大学）」と記している。漢詩僧の万里集九は応仁の乱で美濃に下向したのち、太田道灌の招きで江戸に向かい、関東一円、越後、飛騨などを遍歴した。前掲雪舟は出羽山形の立石寺を訪れている。
この時代は、地方の国人衆や土豪層においても所領経営のためには読み・書き・計算などが必要と考えられるようになった時代でもあった。農民が書いた土地証文などの数もしだいに増加し、文字が庶民層にまで広く普及するようになった。『庭訓往来』や『御成敗式目』、『実語教』は武士の子弟教育における教科書として寺院などで広く用いられていた。
饅頭屋宗二によるいろは引きの国語辞典『節用集』、また堺の商人・医師であった安佐井野宗瑞によって明版の医書『医書大全』が飜訳・刊行されたのも戦国期であった。